# Esprit Anzac

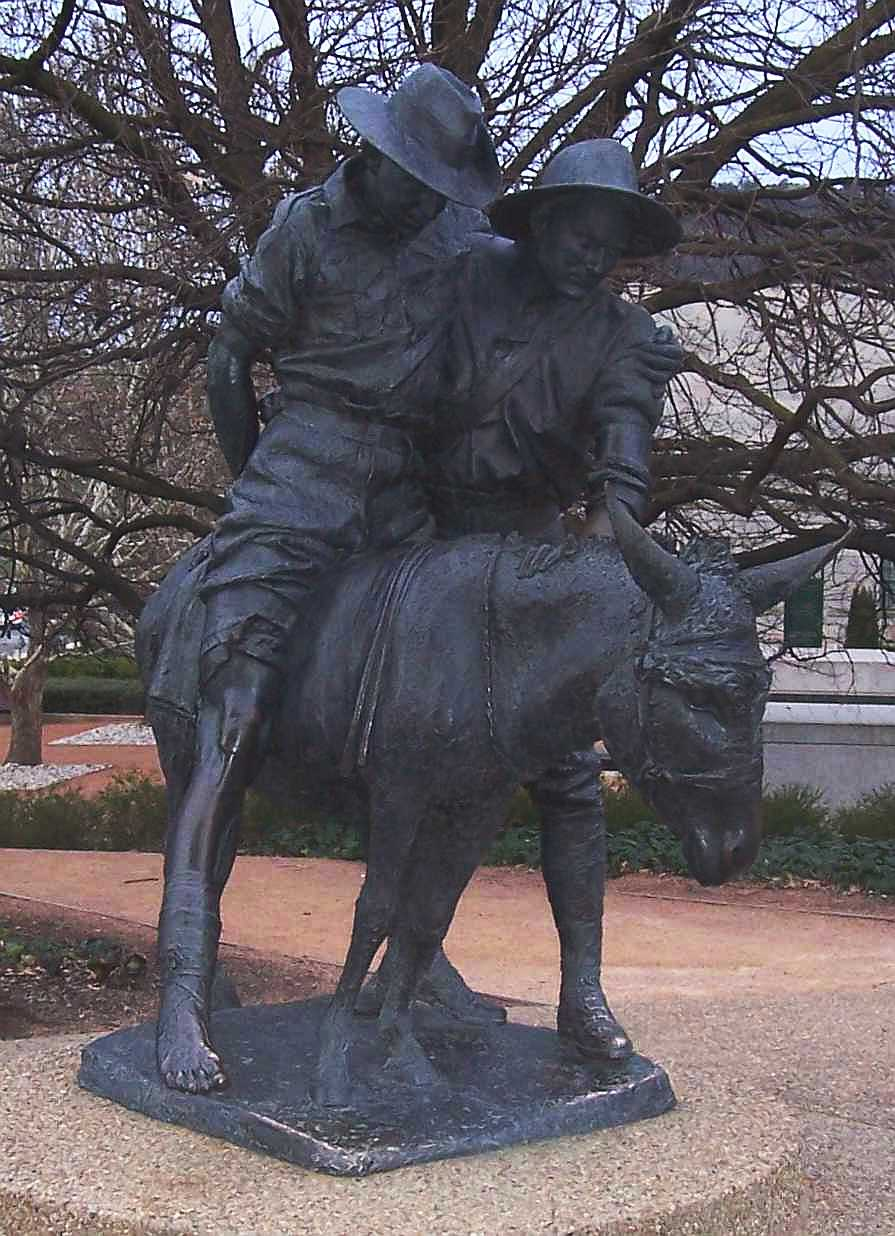
John Simpson Kirkpatrick et sa statue d'âne par Peter Corlett à l'extérieur de l'Australian War Memorial, Canberra.

L'esprit Anzac ou légende de l'Anzac est un concept qui suggère que les soldats australiens et néo-zélandais possèdent des caractéristiques communes, en particulier les qualités que ces soldats auraient illustrées sur les champs de bataille de la Première Guerre mondiale,. Ces qualités perçues incluent l'endurance, le courage, l'ingéniosité, la bonne humeur, le larrikinisme[Quoi ?] et la camaraderie. Selon ce concept, les soldats sont perçus comme innocents et en forme, stoïques et laconiques, irrévérencieux face à l'autorité, naturellement égalitaires et dédaigneux des différences de classe britanniques.
L'esprit Anzac tend également à capturer l'idée d'un « caractère national » australien et néo-zélandais, la campagne de Gallipoli étant parfois décrite comme le moment de la naissance de la nation à la fois de l'Australie et de la Nouvelle-Zélande,,. Il fut exprimé pour la première fois dans le rapport du débarquement de la baie ANZAC par Ellis Ashmead-Bartlett (en) ; ainsi que plus tard et beaucoup plus largement par Charles Bean. Il est considéré comme une légende australienne, bien que ses détracteurs l'appellent le mythe Anzac,,,,.

## Sources
- Reading list of sources about the ANZAC Spirit from the Australian War Memorial
- Ball, Martin Re-Reading Bean's Last Paragraph Australian Historical Studies. Vol 34 No 122 October 2003 pp 248–270
- Burgmann, Verity. Revolutionary industrial unionism : the industrial workers of the world in Australia. Cambridge, UK: Cambridge University Press, 1995. Chapters 12–14.